# Sock It 2 Me
Sock It 2 Me je singl raperky Missy Elliott vydaný v roce 1997. Song je součástí jejího debutového alba Supa Dupa Fly a byl vydán jako druhý singl z tohoto alba. Píseň napsal a produkoval Timbaland a obsahuje sampl z Ready or Not, Here I Come (Can't Hide From Love) od Delfonics.

## Track List

### US Singl
12" Singl
Strana A
1. "Sock It 2 Me" (Radio Version) (featuring Da Brat)
2. "Sock It 2 Me" (LP Version - Dirty) (featuring Da Brat)

Strana B
1. "Pass Da Blunt" (LP Version - Dirty) (featuring Timbaland)
2. "Sock It 2 Me" (Instrumental)
3. "Sock It 2 Me" (A cappella) (featuring Da Brat)

12" Singl
Strana A
1. "Sock It 2 Me" (LP Version) (featuring Da Brat) - 4:22
2. "Sock It 2 Me" (Radio Version) (featuring Da Brat) - 4:21
3. "Sock It 2 Me" (Instrumental) - 4:46
4. "Sock It 2 Me" (A cappella) (featuring Da Brat) - 4:33

Strana B
1. "The Rain (Supa Dupa Fly)" (LP Version Dirty) - 4:11
2. "The Rain (Supa Dupa Fly)" (Instrumental) - 4:10
3. "The Rain (Supa Dupa Fly)" (Acapella) - 4:10
4. "Release The Tension" - 4:11

12" Singl
Strana A
1. "Sock It 2 Me" (Radio Version) (featuring Da Brat) - 4:21
2. "Sock It 2 Me" (Instrumental) - 4:46

Strana B
1. "Sock It 2 Me" (Acapella) (featuring Da Brat) - 4:33
2. "Release The Tension" - 4:11

### German Single
CD Maxi-Singl
1. "Sock It 2 Me" (Radio Version) (featuring Da Brat) - 4:21
2. "Sock It 2 Me" (Instrumental) - 4:46
3. "Sock It 2 Me" (A cappella) (featuring Da Brat) - 4:33
4. "Release The Tension" - 4:11

## Charts
| Chart (1997-1998)                                 | Nejvyšší pozice |
| ------------------------------------------------- | --------------- |
| U.S. Billboard Hot 100                            | 12              |
| U.S. Billboard Hot Dance Music/Maxi-Singles Sales | 3               |
| U.S. Billboard Hot R&B/Hip-Hop Songs              | 4               |
| U.S. Billboard Rhythmic Top 40                    | 6               |